# 矢延隆生
矢延 隆生（やのべ たかお、1964年4月21日 - 2025年1月14日）は、日本のテレビプロデューサー。フジテレビジョン専務取締役、同取締役、同編成制作局長、同情報制作局長、同人事局長などを歴任した。

## 来歴
京都大学経済学部卒業。東京海上（現・東京海上日動）勤務を経て、1992年にフジテレビジョンに中途入社。2006年5月10日、アンタッチャブルと若槻千夏と結成したユニット「やのべ副部長とチナッチャブル」名義で「ハルハラリ」で歌手デビュー。2014年6月27日よりフジテレビおよびフジ・メディア・ホールディングス人事局長。情報制作局長、制作局長を経て2021年6月25日より取締役、7月1日より編成制作局長。2024年6月26日より専務取締役。
2025年1月14日、原発不明がんのため死去。60歳没。1月20日、フジテレビは矢延の死去を公表し、14日付で取締役を退任したとした。

## 人物

### 交友・趣味
明石家さんまとの関係が深い。高校生時代、大阪でさんまの番組に出演したことがある。その時のテープをさんまの所に持って行って「すぽると!」への出演交渉をし、さんまを「すぽると!」に出演させたこともある。現在も競馬中継でさんまの出演を手がけている。ギャンブラーで、自分の仕入れた取材情報を頼りに高額馬券を連発して当てたこともある。また、スロット北斗の拳をこよなく愛しているという。十八番は西城秀樹の「一万光年の愛」。ものまねが得意で、レパートリーは西城秀樹、五木ひろし、桑田佳祐、郷ひろみ、玉置浩二など多数。「明石家さんまのフジテレビ大反省会」では、さんまのフリで松山千春や小田和正の歌真似を披露したり、さんまから「中国人」と比喩されたりもしている。

### 親族
機械彫刻作家のヤノベケンジは1歳下の実弟で、デザイナーの大高猛は父親の叔父。

## 過去の担当番組
- 27時間テレビ・FNSの日
- プロ野球ニュース
- うまッチ!
- プロ野球珍プレー・好プレー大賞
- スーパー競馬
- うまなで〜UMA to NADESHIKO〜
- すぽると!
- たまッチ!
- オリンピック中継

など。